# Ликир
Ликир — город в Ладакхе в Индии. Известен, главным образом, благодаря знаменитой гомпе Лукхьил или Ликир-Гомпа. Этот монастырь построен в XI и перестроен в XVIII веке, славится статуей Будды, покрытой золотом, высотой семь с половиной метров. Монастырь подчиняется школе Гелуг. Расстояние до Леха — 52 км.

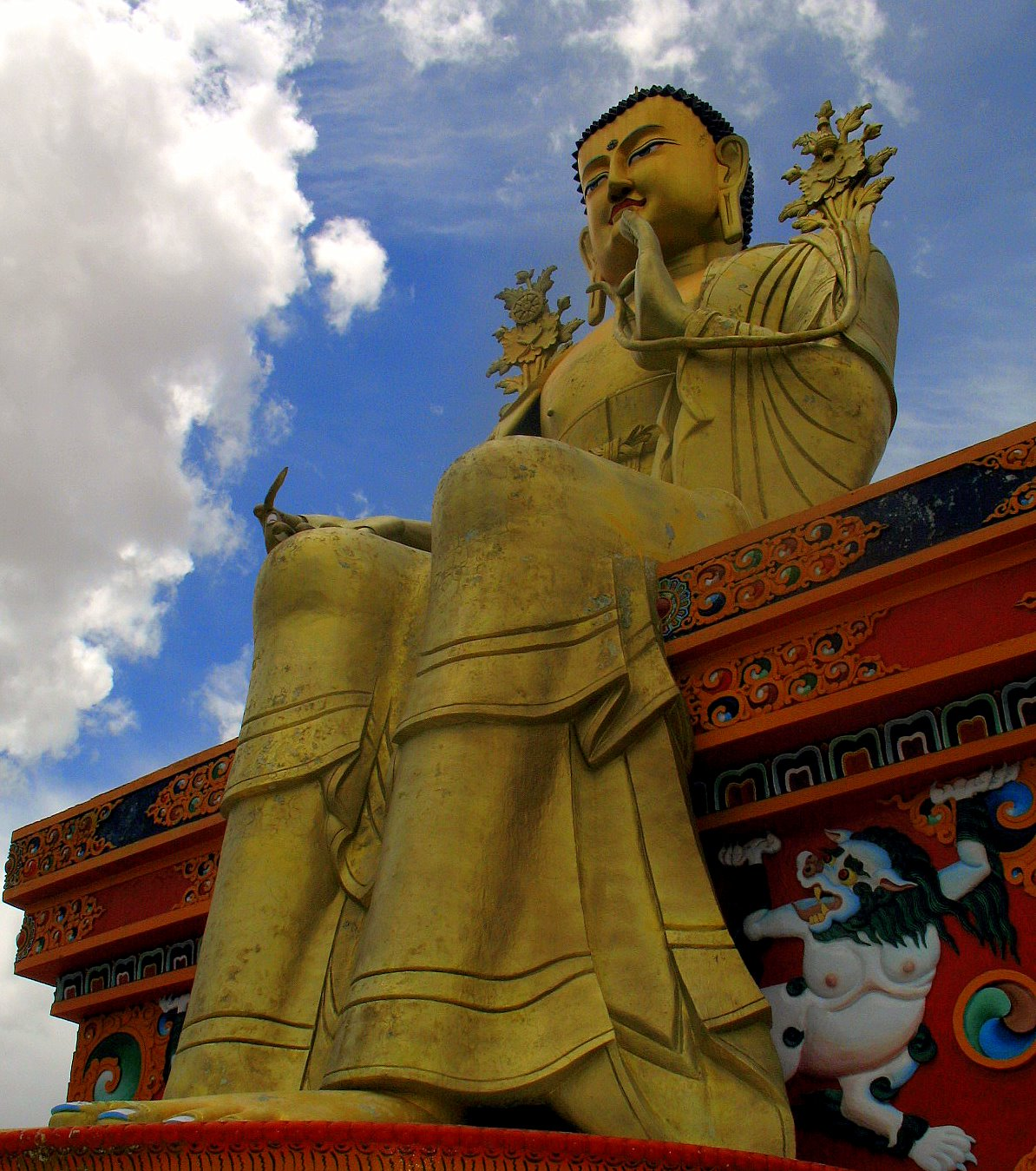
Статуя Будды

Кхалаце находится недалеко и пользуется успехом у путешественников.